# Aloe scorpioides
Aloe scorpioides ist eine Pflanzenart der Gattung der Aloen in der Unterfamilie der Affodillgewächse (Asphodeloideae). Das Artepitheton scorpioides stammt aus dem Lateinischen, bedeutet ‚wickelig‘ und verweist auf die Form des Blütenstiels.

## Beschreibung

### Vegetative Merkmale
Aloe scorpioides wächst stammbildend und verzweigt sich von der Basis oder darüber. Die für gewöhnlich spreizenden Stämme erreichen eine Länge von bis zu 50 Zentimeter (selten bis 100 Zentimeter). Die eiförmig verschmälerten Laubblätter bilden eine lockere Rosette. Die gelblich grüne, undeutlich linierte Blattspreite ist bis zu 30 Zentimeter lang und 2,5 bis 3,5 Zentimeter breit. Ihre Unterseite ist dunkler. Gelegentlich sind nahe der Basis einige wenige Flecken vorhanden. Die stechenden, gelblich oder rötlich gespitzten Zähne am Blattrand sind 2 bis 3 Millimeter lang und stehen 10 bis 15 Millimeter voneinander entfernt. Die gestreiften Blattscheiden sind 1 bis 2 Zentimeter lang.

### Blütenstände und Blüten
Der basal absteigende und dann mit einer U-Biegung wieder aufsteigende Blütenstand ist einfach oder weist ein bis zwei Zweige auf. Er erreicht eine Länge von etwa 15 Zentimeter. Die ziemlich dichten, konisch oder zylindrisch spitz zulaufenden Trauben sind 11 bis 25 Zentimeter lang und 6 Zentimeter breit. Die eiförmigen, spitzen oder spitz zulaufenden, orangebraunen Brakteen weisen eine Länge von etwa 6,5 Millimeter auf und sind 3,5 Millimeter breit. Die scharlachroten, gelb gestreiften Blüten besitzen an ihrer Basis einen grünen Fleck und stehen an 6 bis 10 Millimeter langen Blütenstielen. Sie sind 21 bis 28 Millimeter lang und an der Basis sehr kurz verschmälert. Auf Höhe des Fruchtknotens weisen die Blüten einen Durchmesser von etwa 7 Millimeter auf. Darüber sind sie auf etwa 5,5 Millimeter verengt und schließlich zur Mündung erweitert. Ihre äußeren Perigonblätter sind auf einer Länge von 8,5 bis 10 Millimetern nicht miteinander verwachsen. Die Staubblätter und der Griffel ragen 1 bis 2 Millimeter aus der Blüte heraus.

## Systematik und Verbreitung
Aloe scorpioides ist in Angola auf felsigen Hängen, häufig im Schatten von Waldland verbreitet.
Die Erstbeschreibung durch Leslie Charles Leach wurde 1974 veröffentlicht.

## Nachweise